# Douglas dos Santos
Douglas dos Santos, genannt Douglas, (* 18. Februar 1982 in Criciúma) ist ein ehemaliger brasilianischer Fußballspieler.

## Karriere
Douglas wuchs in den Nachwuchsmannschaften des Criciúma EC auf. Hier schaffte 2002 im Alter von 20 Jahren den Aufstieg in den ersten Kader. Mit dem Klub konnte er 2002 die  Série B gewinnen.
Nachdem er in seinem Heimatverein Stammspieler geworden war, wagte er 2005 einen ersten Schritt zu einer internationalen Karriere und ging in die Türkei. Bei Rizespor hatte er mit kulturellen Anpassungsschwierigkeiten zu kämpfen und ging daher nach nur einer Saison wieder zurück nach Brasilien zu Criciúma. Mit dem Klub schaffte der Spieler 2006 den Wiederaufstieg in die Série B.
2008 wechselte Douglas zur AD São Caetano, dort machte er mit so guten Leistungen auf sich aufmerksam, dass er zum Jahresende zum SC Corinthians nach São Paulo wechselte. Mit diesen schaffte er in der Saison 2009 den Aufstieg in Série A der brasilianischen Meisterschaft. Auch den Gewinn des brasilianischen Pokals 2009 konnte er als Erfolg verbuchen. Er wurde dabei als Leistungsträger angesehen. Nach dem Gewinn dieses Titels wurde sein Wechsel nach Dubai zu al-Wasl bekanntgegeben.
Nach wieder einer Saison wechselte Douglas 2010 zurück nach Brasilien zur Grêmio FBPA. Hier wurde er wieder schnell Stammspieler und Leistungsträger. Trotz seiner beständig guten Leistungen, kamen immer wieder Gerüchte hoch, dass andere Spieler ihn ersetzen sollten. Anfang 2012 durfte der Spieler dann an seine alte Wirkungsstätte bei Corinthians zurückkehren. Mit dem Gewinn der Copa Libertadores 2012 und der FIFA-Klub-Weltmeisterschaft 2012 wurde das Jahr das erfolgreichste seiner Karriere.
Zur Saison 2014 wurde der Spieler für ein Jahr verpflichtet. Ihm wird für die Saison eine tragende Rolle für den Wiederaufstieg des Vereins in die erste Liga zugesprochen. Bereits 2015 kehrte Douglas wieder zu Grêmio zurück, wo er bis Anfang 2019 blieb. Im März 2019 wechselte er erneut zum Avaí FC. Nach Abschluss der Meisterschaft 2019, wurde der Kontrakt beendet.
Im März 2020 gab der Brasiliense FC die Verpflichtung von Douglas bekannt. Mit dem Klub trat er in der Distriktmeisterschaft von Brasília und der Série D an. Nach Abschluss der Série D 2020 gab Douglas am 27. Oktober 2020 via Instagram seinen Rücktritt als aktiver Fußballer bekannt.

### Nationalmannschaft
2010 erhielt Douglas seine erste und einzige Berufung in die brasilianische Nationalmannschaft. Er durfte am 17. November 2010 im Länderspiel gegen Argentinien in Doha, Katar antreten.

## Erfolge
Criciúma
- Série B: 2002

São Caetano
- Série C: 2007

Grêmio
- Campeonato Gaúcho: 2010
- Copa do Brasil: 2016
- Copa Libertadores: 2017

Corinthians
- FIFA-Klub-Weltmeisterschaft: 2012
- Copa Libertadores: 2012
- Recopa Sudamericana: 2013
- Copa do Brasil: 2009
- Série B: 2008
- Staatsmeisterschaft von São Paulo: 2009, 2013